# På vulkaner
På vulkaner er et album fra den danske sanger og musiker Sebastian. Det blev udgivet i 1987. Albummet indeholder bl.a. "Vårvise", som er en duet med Sissel Kyrkjebø.

## Trackliste

### Side A
1. "Danser på vulkaner" (5:00)
2. "Vårvise" (3:53)
3. "Nana" (titelsang fra tv-serien af samme navn) (3:29)
4. "Fri os fra kærlighed" (4:27)

### Side B
1. "Love is in the air" (3:33)
2. "Hamlet" (4:59)
3. "Våbensangen" (4:11)
4. "I min tid" (6:26)